# إستر بالو
إستر ويليامسون بالو (17 يوليو 1915 - 12 مارس 1973) معلمة موسيقى وعازفة أرغن وملحنة أمريكية. ولدت في إلميرا، نيويورك، بدأت دروس الأرغن في سن 13 عامًا، وبدأت في التأليف في العشرينات من عمرها. درست في كلية بنينجتون، كلية ميلز ومدرسة جويليارد للموسيقى في عام 1943.
بعد أن أكملت تعليمها، تزوجت من هارولد بالو في أغسطس 1950. واختصرت مسيرتها التمثيلية بسبب التهاب المفاصل، ودرّست في مدرسة جويليارد من 1943 إلى 1950، وفي الجامعة الكاثوليكية من 1951 إلى 1954 وفي الجامعة الأمريكية من 1955 إلى 1972.
في عام 1963، كان عملها Capriccio للكمان والبيانو هو أول عمل لملحنة أمريكية يعرض في البيت الأبيض. توفيت في تشيتشيستر، إنجلترا.